# Igreja Paroquial de Via Glória
A Igreja Paroquial de São Bartolomeu de Via Glória, é um monumento religioso situado nas imediações da aldeia de São Bartolomeu de Via Glória, na região do Alentejo, em Portugal.

## Descrição e história
A igreja localiza-se a cerca de 1500 m a Sul da aldeia de São Bartolomeu de Via Glória, tendo acesso pela Estrada Municipal 506.
Consiste num santuário de pequenas dimensões, com um cemitério anexo. Possui uma nave de planta rectangular, que se separa da capela-mor através de um arco de volta perfeita. Na capela-mor destaca-se a sua cobertura em madeira, no estilo mudéjar, que é considerado como raro na região do Alentejo.
Embora na época contemporânea o edifício esteja isolado num local ermo, longe da aldeia em si, no passado existia uma povoação junto à igreja, que foi depois abandonado. Este núcleo populacional estava situado numa plataforma rochosa com cerca de trinta mil metros quadrados de área, num local relativamente próximo da Ribeira do Vascão, e foi provavelmente ocupado desde os séculos V ou VI até XI a XII, período que abrangeu o domínio romano e depois a época islâmica. Deste povoado sobreviveram algumas ruínas de edifícios residenciais, da última fase de ocupação do local.
A igreja moderna sucedeu a um templo anterior, provavelmente erigido durante o período da antiguidade tardia, tendo sido referido pelos visitadores em 1482 e 1515. O edifício existente foi construído no século XVI. Foi posteriormente alvo de obras de restauro, durante as quais foram encontrados vários elementos de interesse, como parte de um pé de altar, uma cancela e uma imposta em mármore, tendo este espólio sido integrado no Museu de Mértola. O local foi alvo de trabalhos arqueológicos em 2006.
Em termos de espólio, os vestígios do antigo povoado incluem fragmentos de cerâmicas comuns, sendo algumas meladas vidradas, e outras na tipologia de corda seca, além de tégulas.